# Oaphantes
Oaphantes is een geslacht van spinnen uit de familie hangmatspinnen (Linyphiidae).

## Soorten
De volgende soorten zijn bij het geslacht ingedeeld:
- Oaphantes pallidulus (Banks, 1904)